# أبو بكر كوني
أبو بكر كوني (مواليد 28 مارس 2001، لاعب كرة قدم بلجيكي من أصل عاجي ومن مواليد ساحل العاج يجيد اللعب في الدفاع مع نادي العروبة الإماراتي كلاعب مقيم.
لعب في الفئات السنية في بيرسخوت ونادي آيندهوفن ونادي الفجيرة ونادي العروبة.